# Federació d’Entitats Excursionistes de Catalunya
Federació d’Entitats Excursionistes de Catalunya (kurz: FEEC) ist der größte Landesverband der Bergsteiger, Skifahrer und Wanderer in Katalonien. 

## Geschichte
Die Vereinigung wurde am 26. Juni 1910 als Lliga de les Societats Excursionistes de Catalunya gegründet. Das Ziel ist es, Skifahrer, Wanderer und Bergsteiger zusammenzubringen und ihrer Betätigungen zu fördern. Zweck des Verbandes ist der Schutz der alpinen Gebirge, die Betreuung und Unterhaltung von Berghütten, die Unterhaltung der Fernwanderwege sowie die Betreuung von Berg- und Wintersportarten wie zum Beispiel Berglauf, Alpinismus, Bergwandern, Schneeschuhlaufen, Bergradfahren und Skibergsteigen. 1930 erhielt der Verband den heutigen Namen. 
Er war der erste Bergsportverband in Spanien, der offiziell von der Internationalen Union der Bergsteigerverbände (englische Bezeichnung: International Mountaineering and Climbing Federation, kurz: UIAA) anerkannt wurde. Die FEEC ist auch Mitglied der Europäischen Wandervereinigung.
Die FEEC unterhält und betreibt mehr als 110 Berghütten in den Hochgebirgsregionen der katalanischen Pyrenäen (katalanisch: Pirineus). Sie unterhält mehr als 12 Regionalbüros mit mehr als 400 Vereinen und Organisationen. 2011 hatte die FEEC mehr als 70.000 Mitglieder.